# Pierre Alferi
Pierre Jérôme Derrida, dit Pierre Alferi, né le 10 avril 1963 à Paris et mort le 16 août 2023 dans la même ville,, est un romancier, traducteur, poète et essayiste français.

## Biographie
Pierre Alferi est le fils aîné du philosophe Jacques Derrida (né Jackie Derrida) et de la psychanalyste Marguerite Aucouturier.
Il étudie à l'École normale supérieure (promotion 1982). Après une thèse sur Guillaume d'Ockham, Pierre Alferi s'éloigne de la philosophie pour se consacrer surtout à la poésie. Il est pensionnaire de la Villa Médicis de 1987 à 1988. Il fonde en 1989 avec Suzanne Doppelt la revue Détail qui aura cinq opus et en 1993 avec Olivier Cadiot la Revue de littérature générale qui en aura deux. Il écrit également les textes de plusieurs des chansons de l'album Paramour (2003) de Jeanne Balibar.
Le 17 août 2023, les éditions P.O.L annoncent la mort de Pierre Alferi sans en préciser la date.

## Engagement militant

### Villiers-le-Bel
Il est signataire, en juin 2010, d'une pétition très controversée parue dans le journal Libération, appelant au renversement de la police qualifiée d'« armée d'occupation », intitulée Pour les cinq de Villiers-le-bel. Pour Philippe Bilger, magistrat de droite qui revendique le qualificatif de « réactionnaire », cette tribune « ne relève même plus de l'extrême gauche ni d'un gauchisme sulfureux », mais ne vise « à rien moins qu'à légitimer les tentatives de meurtre ».

### Contre l'état d'urgence
Le 24 novembre 2015, plusieurs intellectuels français publient dans Libération une tribune appelant à manifester le 29 novembre à Paris malgré l'interdiction. Ils notent que « C’est une victoire pour Daesh que d’avoir provoqué la mise sous tutelle sécuritaire de la population tout entière ». « S’il existe quelque chose comme une valeur française, c’est d’avoir refusé depuis au moins deux siècles de laisser la rue à l’armée ou à la police [...] nous n’acceptons pas que le gouvernement manipule la peur pour nous interdire de manifester ». Pierre Alferi est l'un des signataires.

### Contre la Loi Travail
En mars 2016, dans le cadre des manifestations contre la « loi Travail », il est cosignataire d'une tribune diffusée par des médias alternatifs et relayée sur les réseaux sociaux qui soutient le mouvement d'occupations des places (qui prendra la forme de Nuit debout) et ses actions de rue.

### Pour les droits des Palestiniens, le Boycott d'Israël
En mai 2018, Pierre Alferi est signataire d’une pétition en collaboration avec des personnalités issues du monde de la culture pour boycotter la saison culturelle croisée « France-Israël », qui selon l'objet de la pétition sert de « vitrine » à l'État d'Israël pour blanchir la négation des droits du peuple palestinien.

## Publications

### Poésie
- Les Allures naturelles, Paris, P.O.L, 1991  (ISBN 2-86744-218-4)
- Le Chemin familier du poisson combatif, Paris, P.O.L, 1992  (ISBN 2-86744-308-3)
- Kub Or, Paris, P.O.L, 1994  (ISBN 2-86744-411-X)
- Sentimentale journée, Paris, P.O.L, 1997  (ISBN 2-86744-557-4)
- Personal Pong (avec Jacques Julien), Sète, Villa Saint-Clair, 1997
- Handicap (avec Jacques Julien), Rroz, 2000
- petit, petit, Rup et rud, 2001
- La Voie des airs, Paris, P.O.L, 2004  (ISBN 2-86744-993-6)
- Writing the Real: A Bilingual Anthology of Contemporary French Poetry
- La sirène de Satan, Hourra, 2019  (ISBN 978-2-491297-00-8)
- divers chaos, Paris, P.O.L, 2020
- Paroles sans raison, traductions et commentaires depuis Paul Klee, Hourra, 2022  (ISBN 978-2-491297-03-9)

### Romans
- Fmn, Paris, P.O.L, 1994  (ISBN 2-86744-440-3)
- Le Cinéma des familles, Paris, P.O.L, 1999  (ISBN 2-86744-713-5)
- Les Jumelles, Paris, P.O.L, 2009  (ISBN 9782846823098)
- Après vous, Paris, P.O.L, 2010  (ISBN 9782818000090)
- Kiwi, Paris, P.O.L, 2012  (ISBN 9782846824484)
- Parler, Paris, P.O.L, 2017  (ISBN 978-2-8180-4361-5)
- Hors sol, Paris, P.O.L, 2018  (ISBN 9782818044933)

### Essais
- Guillaume d'Ockham le singulier, Paris, Minuit, coll. « Philosophie », 1989  (ISBN 2-7073-1200-2)
- Chercher une phrase, Paris, Christian Bourgois, coll. « Détroits », 1991  (ISBN 2-267-01025-9)
- Des enfants et des monstres, Paris, P.O.L, 2004  (ISBN 2-86744-992-8)
- Brefs, Paris, P.O.L, 2016  (ISBN 978-2-8180-3956-4)

### Traduction
- « Livre d'Isaïe » (avec Jacques Vieuviarts), « Livre de Job » (avec Jean-Pierre Prévost), « Adages » et « Sagesse de Jésus Ben Sira » (avec Jean-Jacques Lavoie) dans La Bible, Paris, Bayard, 2001.

### Arts
- ça Commence à Séoul - dvd vidéo.

Pierre Alferi - Jacques Julien, Le Label Dernière Bande et les Éditions P.O.L. 2007
- Cinépoèmes et films parlants - DVD.

Pierre Alferi - Rodolphe Burger, Les Laboratoires d’Aubervilliers, 2004.
- L'inconnu, Pierre Alferi - Jacques Julien, le Quartier - Centre d'art contemporain de Quimper, 2004